# Piet Pala
Piet Pala (Venlo, 4 oktober 1950) is een voormalig Nederlands voetballer. Deze ras-Venlonaar met Tsjechische voorouders kwam zijn hele voetballeven uitsluitend uit voor Venlose clubs, ofschoon hij ooit ook in de belangstelling stond van Ajax. Hij speelde doorgaans op het middenveld.
Pala kwam op 18-jarige leeftijd in 1969 over van amateurclub VOS naar FC VVV. Op 4 oktober 1970 viert hij zijn 20e verjaardag met zijn competitiedebuut in het eerste elftal tijdens de met 0-2 gewonnen uitwedstrijd bij RCH. In zijn eerste twee seizoenen kwam hij amper aan spelen toe.
Dat veranderde met de komst van Rob Baan als trainer in 1972. De kleine, maar gespierde middenvelder veroverde een basisplaats en groeide uit tot een van de steunpilaren van het elftal.
Pala was een kwikzilverachtige speler die een gave techniek koppelde aan een geweldige inzet. Mede dankzij zijn inbreng promoveerde FC VVV in 1976 via de nacompetitie naar de eredivisie. In 1980, na tien jaar betaald voetbal, zette hij op 29-jarige leeftijd al een punt achter zijn profloopbaan. Samen met Mikan Jovanovic vertrok hij naar amateurclub FCV waarmee hij direct in zijn eerste seizoen kampioen werd in de Vierde Klasse. In 1986 stopte de Venlonaar definitief met voetbal.

## Statistieken
| Seizoen         | Club            | Competitie      | Competitie | Competitie | Beker | Beker | Overige | Overige | Totaal | Totaal |
| Seizoen         | Club            | Competitie      | Wed.       | Dlp.       | Wed.  | Dlp.  | Wed.    | Dlp.    | Wed.   | Dlp.   |
| --------------- | --------------- | --------------- | ---------- | ---------- | ----- | ----- | ------- | ------- | ------ | ------ |
| 1970-'71        | FC VVV          | Tweede divisie  | 1          | 0          | 0     | 0     | —       | —       | 1      | 0      |
| 1971-'72        | FC VVV          | Eerste divisie  | 14         | 2          | 0     | 0     | —       | —       | 14     | 2      |
| 1972-'73        | FC VVV          | Eerste divisie  | 35         | 1          | 2     | 0     | —       | —       | 37     | 1      |
| 1973-'74        | FC VVV          | Eerste divisie  | 34         | 1          | 2     | 0     | —       | —       | 36     | 1      |
| 1974-'75        | FC VVV          | Eerste divisie  | 34         | 3          | 2     | 0     | —       | —       | 36     | 3      |
| 1975-'76        | FC VVV          | Eerste divisie  | 34         | 5          | 2     | 0     | 6       | 0       | 42     | 5      |
| 1976-'77        | FC VVV          | Eredivisie      | 29         | 2          | 1     | 0     | —       | —       | 30     | 2      |
| 1977-'78        | FC VVV          | Eredivisie      | 31         | 7          | 0     | 0     | 3       | 0       | 34     | 7      |
| 1978-'79        | FC VVV          | Eredivisie      | 34         | 0          | 0     | 0     | —       | —       | 34     | 0      |
| 1979-'80        | FC VVV          | Eerste divisie  | 19         | 4          | 1     | 0     | —       | —       | 20     | 4      |
| Carrière totaal | Carrière totaal | Carrière totaal | 265        | 25         | 10    | 0     | 9       | 0       | 284    | 25     |